# Tucker Kraft
Tucker Kraft (Timber Lake, 3 novembre 2000) è un giocatore di football americano statunitense che milita nel ruolo di tight end per i Green Bay Packers della National Football League (NFL).

## Carriera

### Green Bay Packers
Al college Kraft giocò a football alla South Dakota State University. Fu scelto nel corso del terzo giro (78ª scelta assoluta) del Draft NFL 2023 dai Green Bay Packers. Debuttò come professionista subentrando nella gara del primo turno contro i Chicago Bears. Nella settimana 4 contro i Detroit Lions ricevette i primi due passaggi per 5 yard dal quarterback Jordan Love. La sua stagione da rookie si chiuse con 31 ricezioni per 335 yard e 2 touchdown disputando tutte le 17 partite, di cui 8 come titolare.